# Анна Марія Радзивілл
Анна Марія Радзивіл (пол. Anna Maria Radziwiłł, 28 лютого 1640, Яшуни — 24 березня 1667, Кенігсберг) — княжна, дочка великого гетьмана литовського Януша Радзивіла та його першої дружини — римо-католички Катажини Потоцької, доньки Стефана Потоцького та його дружини, православної за віросповіданням Марії Амалії Могили-Потоцької. Правнучка Єремії Могили. Дружина Богуслава Радзивіла i мати Людовики Кароліни Радзивіл. Після смерті матері в 1642 році догляд за дитиною взяв на себе батько.
Під час навали шведів перебувала у Курляндському герцогстві. У 1655 році Анна Марія стала спадкоємицею майна свого батька. Після смерті Януша Радзивіла за нею піклувався двоюрідний стрийко Богуслав Радзивіл. Після року залицянь пара одружилася 24 листопада 1665 року. Анна Марія часто хворіла, 1666 року в неї трапився викидень. 27 лютого 1667 року народилася єдина дочка — Людовика Кароліна. Через кілька тижнів після пологів померла від ускладнень.